# Steenman (landbouwmachinefabriek)

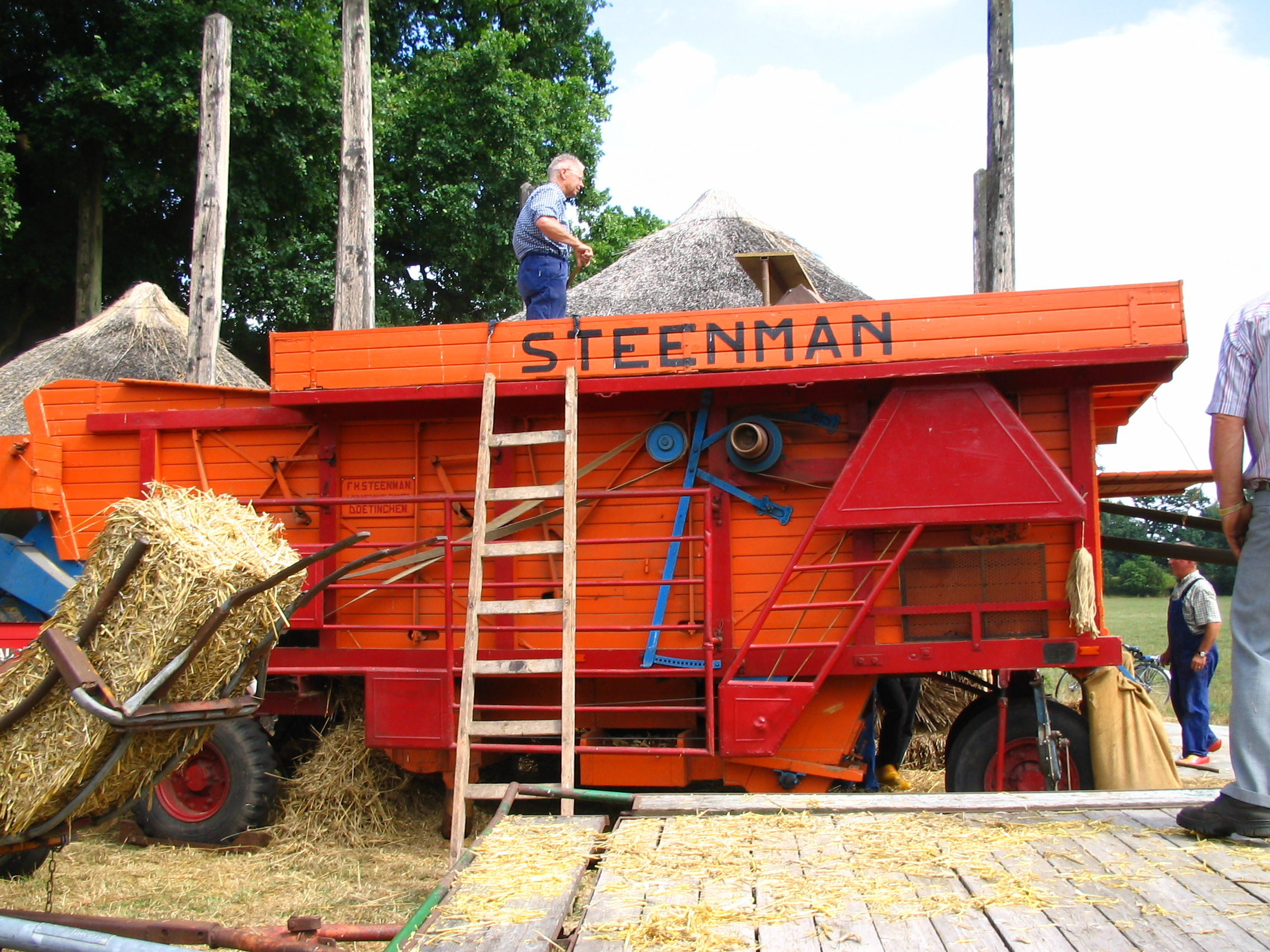
Steenman Dorsmachine.

Landbouwmachinefabriek F.H. Steenman (1890-1970) was een Nederlandse fabrikant van landbouwmachines met als specialiteit het produceren en repareren van dorsmachines. De afzetmarkt van de landbouwwerktuigen werd voornamelijk gevormd in de streek Achterhoek gelegen in de provincie Gelderland.

## Geschiedenis

### Eerste generatie
Toen Ferdinand Gerhard Steenmann (1863-1919) in 1890 zich vanuit Duitsland vestigde in Nederland in de plaats Megchelen in de Gelderse Achterhoek, begon hij met de productie van dorsmachines in zijn smederij. 
In 1899 werden zijn dorsmachines op de Landbouwtentoonstelling van de Gelders-Overijsselse Maatschappij van Landbouw te Winterswijk bekroond met de 1e prijs.

### Tweede generatie
Na het overlijden van Ferdinand Gerhard Steenmann in 1919 namen zijn zonen Frans Hendrik Steenman (1897-1958) en Ferdinand Gerhard Steenmann (1905-1976) de werkzaamheden in de smederij over. In 1928 werden de activiteiten voortgezet aan de Nijverheidsweg 7 (nu van Ostadestraat) te Doetinchem onder de naam Landbouwmachinefabriek F. H. Steenman. 
In de fabriek in Doetinchem werden twee soorten dorsmachines gefabriceerd: 
- de "Motordorsmachine Type D.P." en
- de "Motordorsmachine Type D.B.".

Respectievelijk Dorsmachine met Pakjespers en Dorsmachine met Binder. De persen en binders op de Steenman Dorsmachines werden niet in huis gefabriceerd. Laatstgenoemde onderdelen werden vervaardigd door de firma Claas  en de firma Raussendorf uit Duitsland.

### Derde generatie

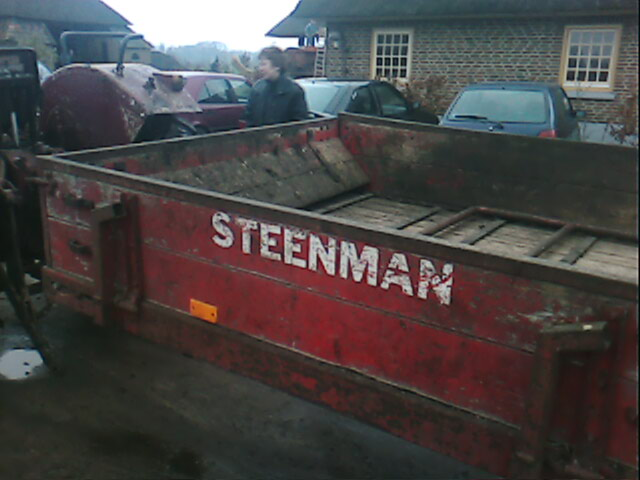
Steenman Meststrooier.

Na het overlijden van Frans Hendrik Steenman in 1958 werden de activiteiten van het bedrijf verder uitgebreid. Er werd onder meer gestart met de productie van een meststrooier. 
Door de opkomst van de combine in Nederland nam de vraag naar dorsmachines af. Door deze ontwikkeling moest het bedrijf noodgedwongen starten met de handel in landbouwwerktuigen. Zo werden tractors van de firma David Brown uit Engeland en combines van de firma Claeys uit België aan het product portfolio toegevoegd.
De handel in landbouwwerktuigen mocht uiteindelijk niet meer baten. Landbouwmachinefabriek F.H. Steenman werd met ingang van 1 juli 1970 opgeheven. De fabriek werd afgebroken nadat de grond werd verkocht aan de pluimveeslachterij B.V. Esbro te Doetinchem.
Tegenwoordig worden Steenman Dorsmachines niet meer actief ingezet op het land. Ze zijn nog wel te bekijken tijdens het Stoomdorsen in het 
Nederlands Openluchtmuseum te Arnhem.